# The Des Moines Register
The Des Moines Register est un quotidien du matin américain couvrant l'actualité de Des Moines et sa banlieue, en Iowa. Il est issu de la fusion en 1902 de deux journaux plus anciens, le Des Moines Leader (fondé en 1849 sous le nom Iowa Star) et l'Iowa State Register (1855, nommé Iowa Citizen jusqu'en 1860). De 1902 à 1915, il s'est appelé The Des Moines Register and Leader. De 1903 à 1985, il était possédé par la famille Cowles, qui a également édité de 1908 à 1982 le quotidien du soir The Des Moines Tribune. Depuis 1985, le Register appartient au conglomérat Gannett.